# Fußball-Regionalliga
Fußball-Regionalliga (em português:  Liga Regional de Futebol) é a quarta divisão do sistema de ligas de futebol da Alemanha e tem caráter semi-profissional. A mesma denominação é usada para a segunda divisão de outros esportes na Alemanha como futebol americano, hóquei no gelo e basquetebol. 

## Regiões
As atuais ligas são:
- Regionalliga Nord
- Regionalliga Nordost
- Regionalliga West
- Regionalliga Südwest
- Regionalliga Bayern

Já existiram as seguintes:
- Regionalliga Berlin (1963–1974)
- Regionalliga Nord (1963–1974)
- Regionalliga Süd (1963–1974)
- Regionalliga Südwest (1963–1974)
- Regionalliga West (1963–1974)
- Regionalliga West/Südwest

## Mapas
A história das Regionalligas no formato de mapas:

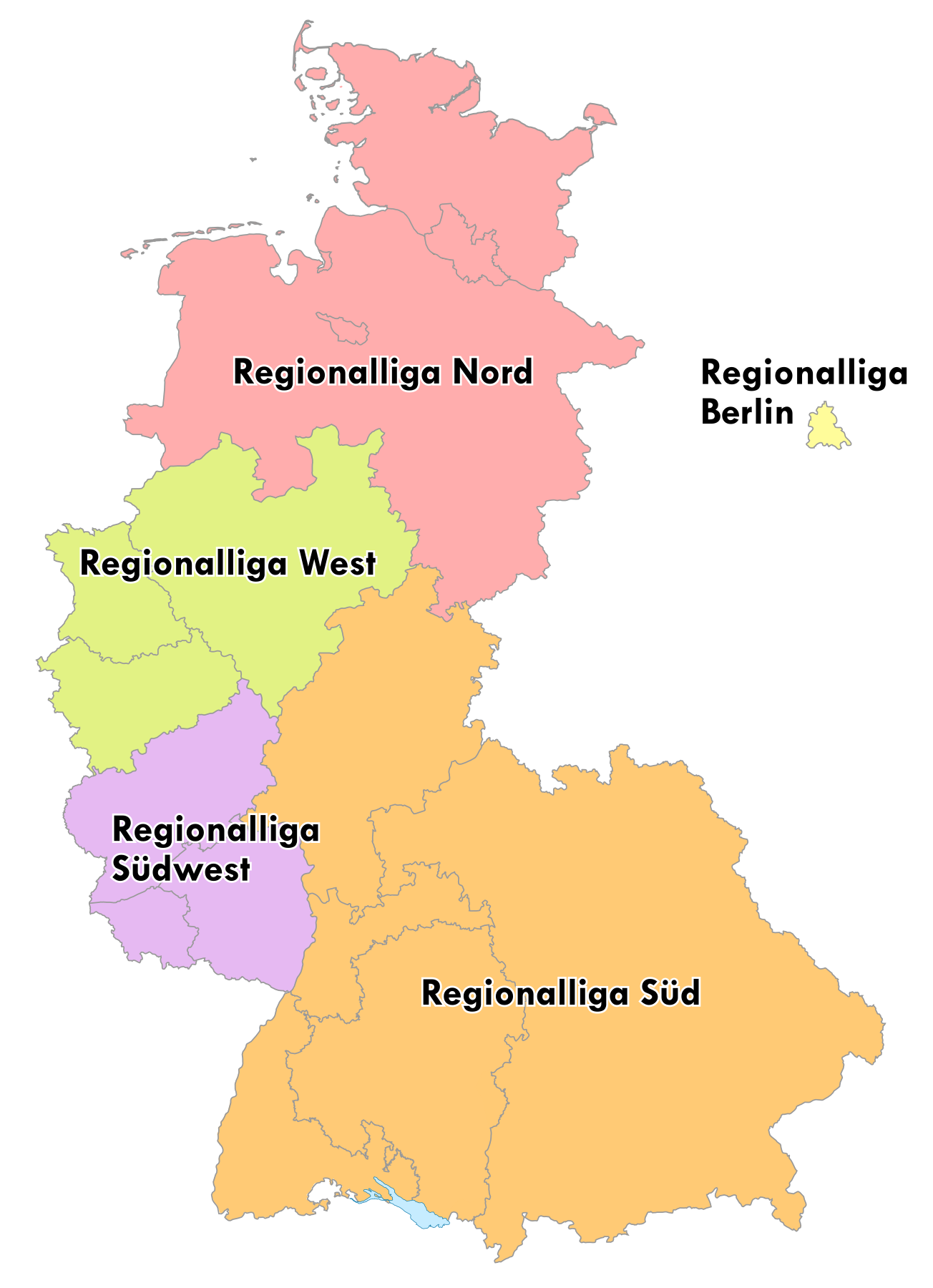
As Regionalligas de 1963 até 1974.
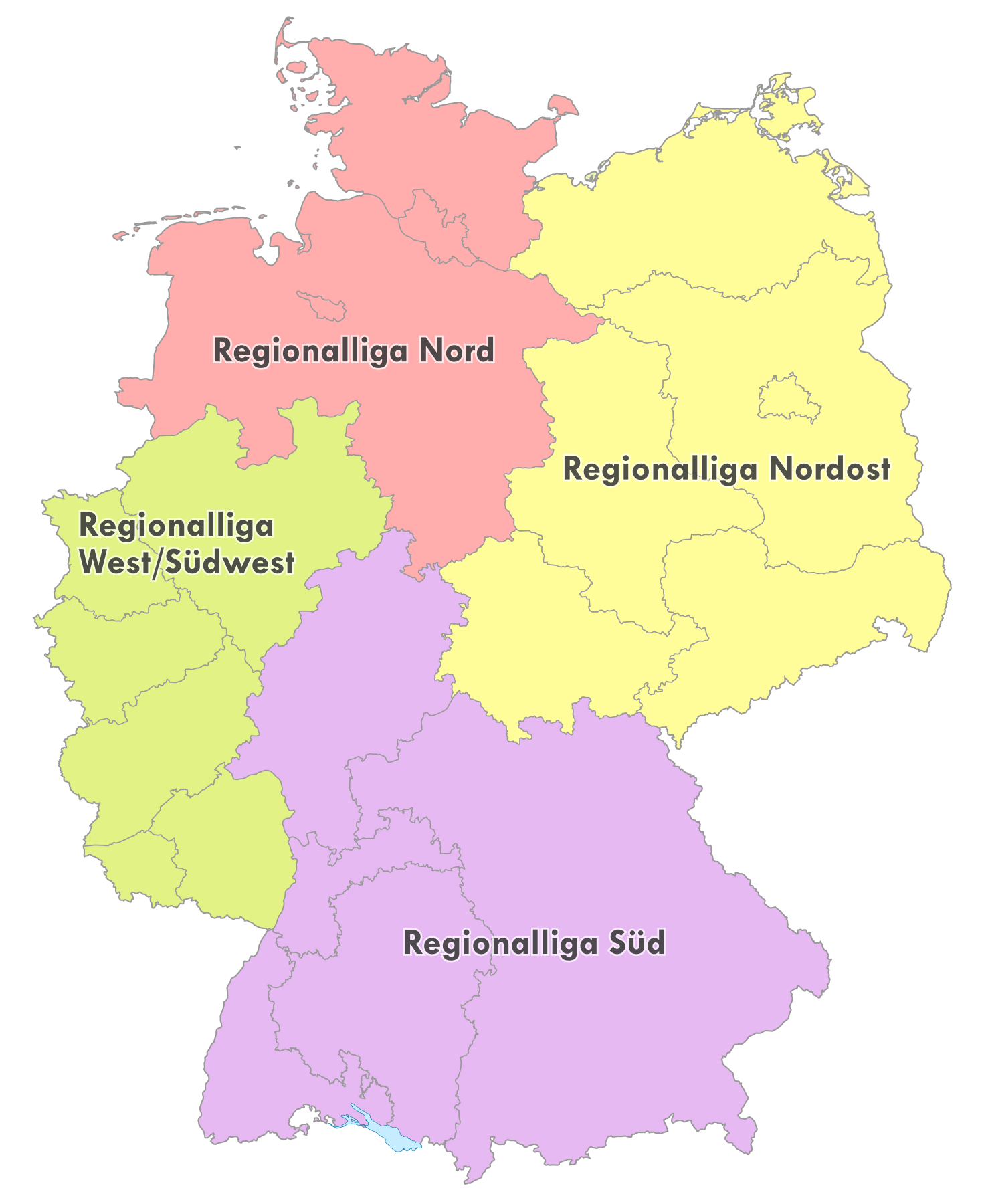
As Regionalligas de 1994 até 2000.
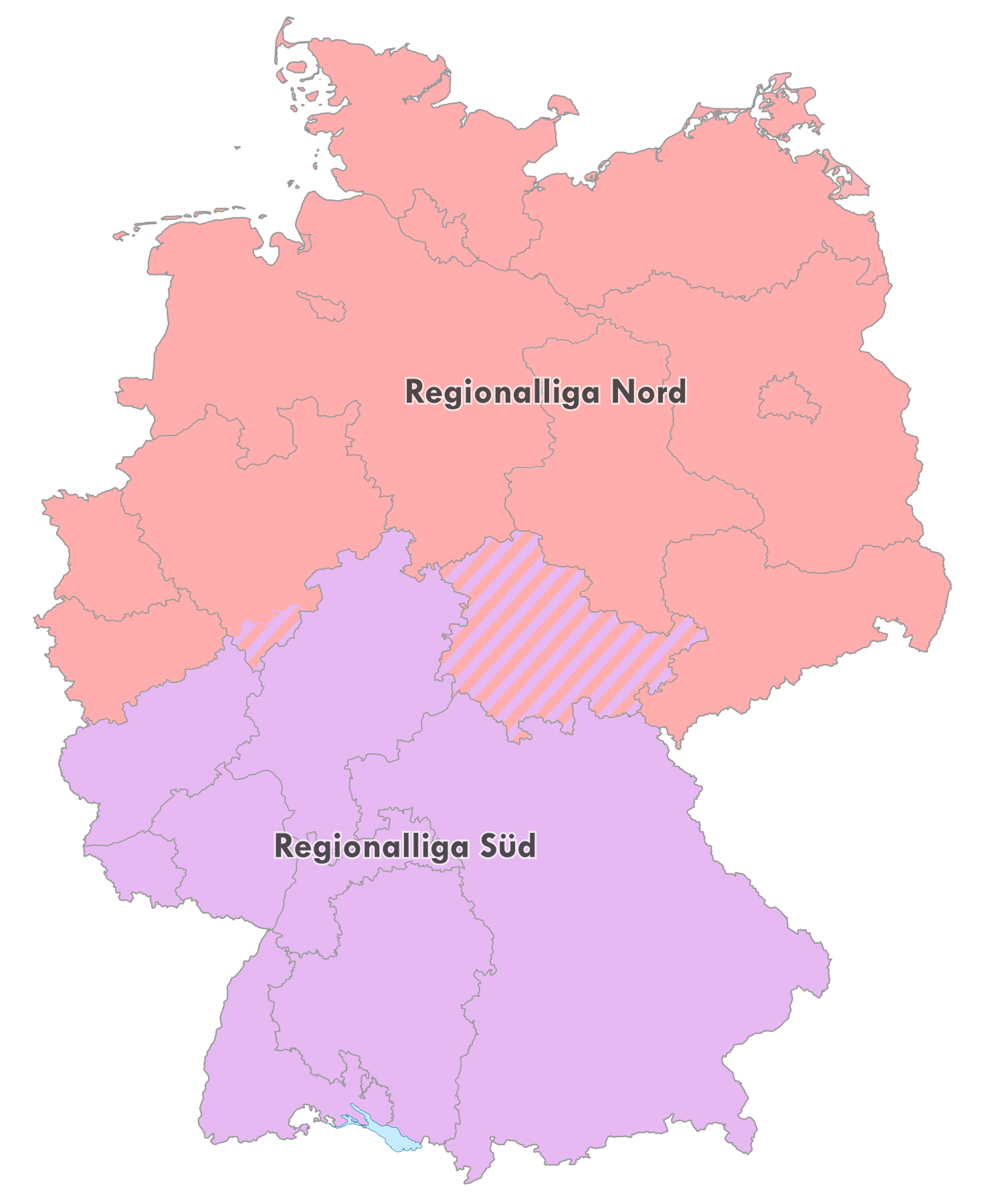
As Regionalligas de 2000 até 2008.
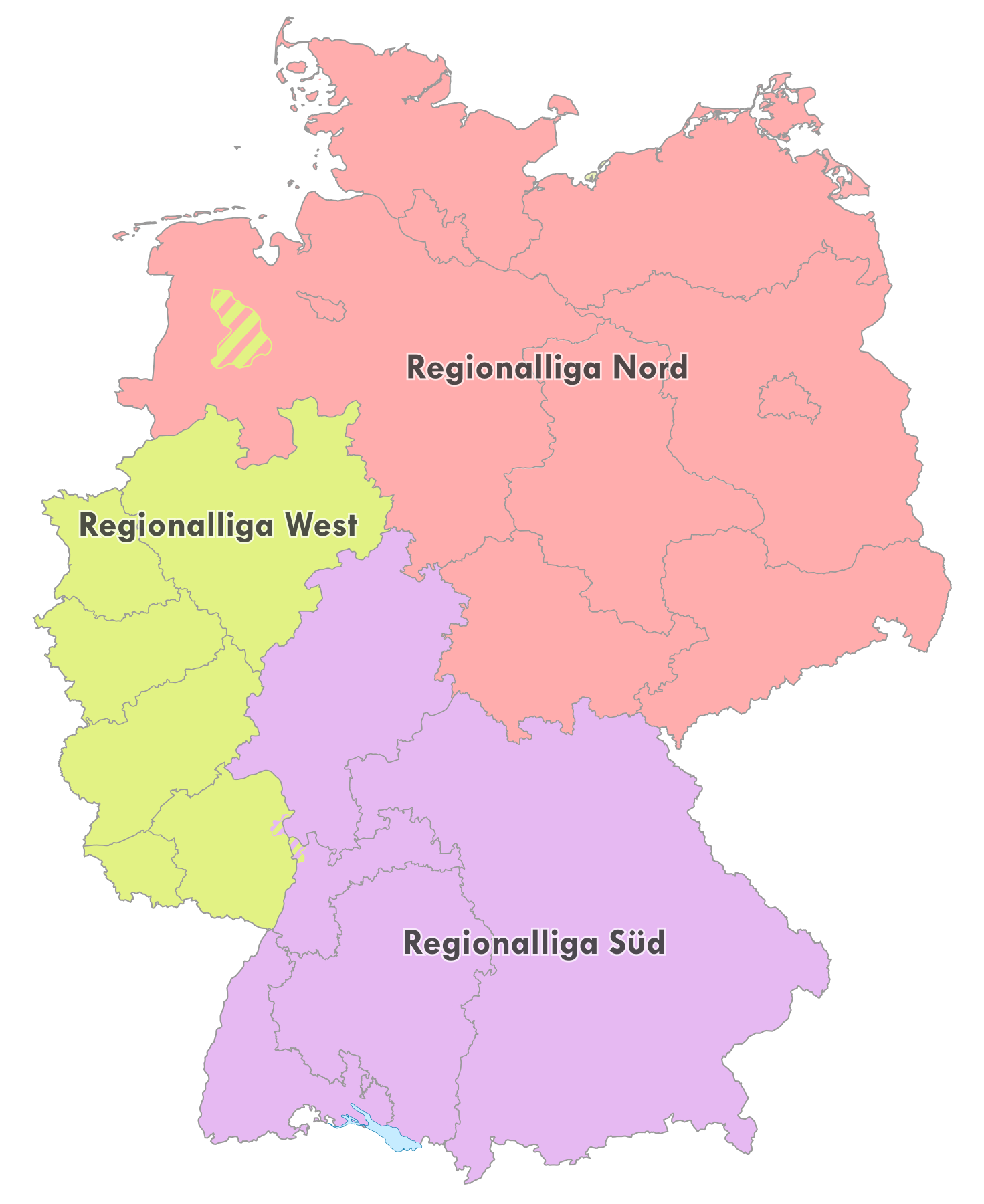
As Regionalligas de 2008 até 2012.
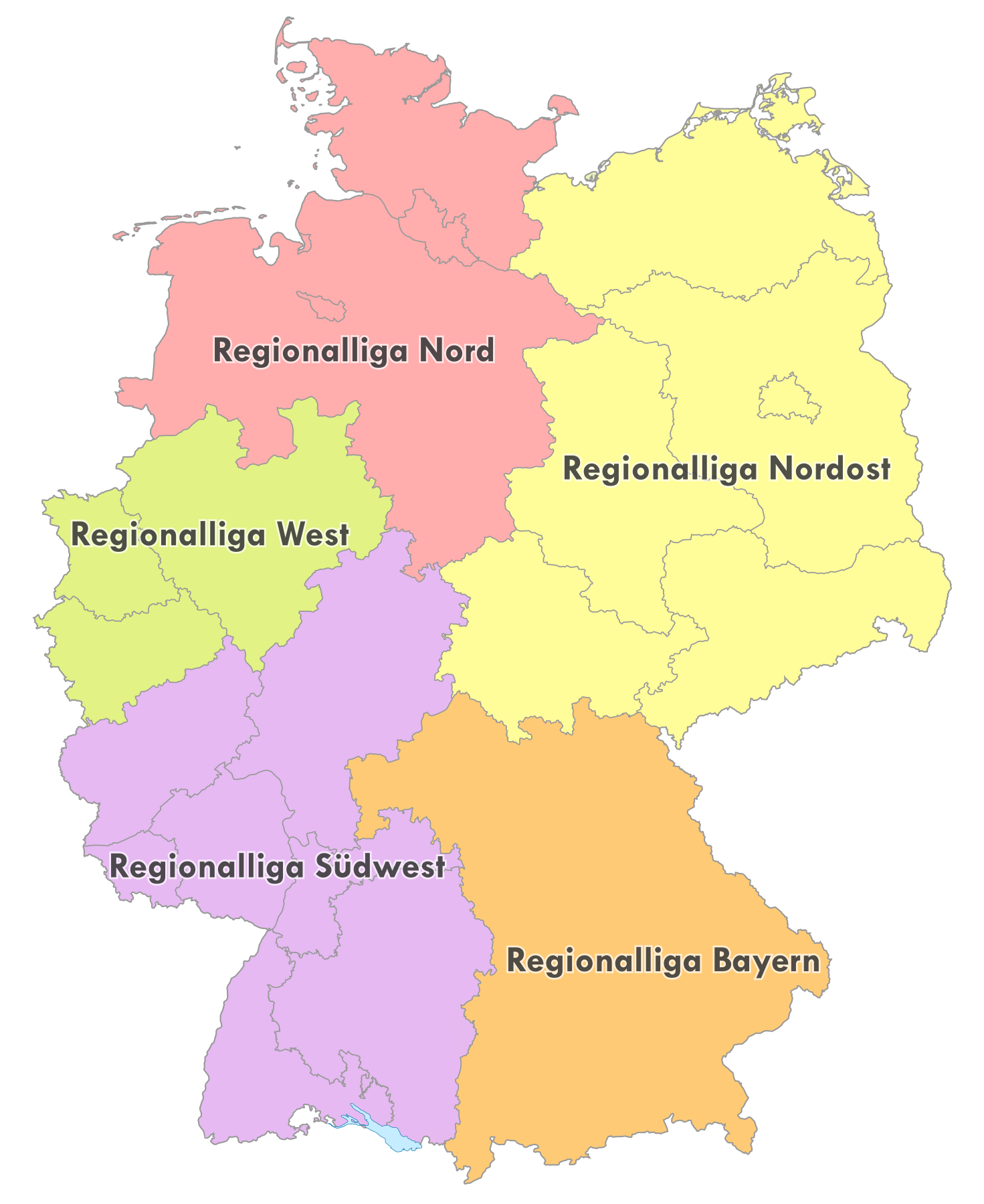
As Regionalligas desde 2012 até a atualidade.

## Regras

### Promoção
Os campeões de cada liga são promovidos para a 3ª Liga no fim de cada época. As equipas reserva também são promovidas desde que as equipas principais não estejam na 3ª Liga.

### Despromoção
Uma equipa pode ser despromovida ou pela sua classificação na liga, ou por não ter os requisitos necessários para manter-se.

## Campeões
| Ano     | Nord                   | Nordost             | West                        | Südwest                 | Bayern               |
| ------- | ---------------------- | ------------------- | --------------------------- | ----------------------- | -------------------- |
| 2012-13 | Holstein Kiel          | RB Leipzig          | Sportfreunde Lotte          | KSV Hessen Kassel       | Munique 1860 II      |
| 2013-14 | Wolfsburg II           | TSG Neustrelitz     | SC Fortuna Köln             | SG Sonnenhof Großaspach | Bayern München II    |
| 2014-15 | Werder Bremen II       | FC Magdeburg        | Borussia Mönchengladbach II | Offenbach Kickers       | Würzburger Kickers   |
| 2015-16 | Wolfsburg II           | FSV Zwickau         | Sportfreunde Lotte          | SV Waldhof Mannheim     | SSV Jahn Regensburg  |
| 2016-17 | SV Meppen              | Carl Zeiss Jena     | FC Viktoria Köln            | SpVgg Elversberg        | SpVgg Unterhaching   |
| 2017-18 | SC Weiche Flensburg 08 | FC Energie Cottbus  | KFC Uerdingen 05            | 1. FC Saarbrücken       | Munique 1860         |
| 2018-19 | Wolfsburg II           | Chemnitzer FC       | FC Viktoria Köln            | SV Waldhof Mannheim     | FC Bayern München II |
| 2019-20 | VfB Lübeck             | Lokomotive Leipzig1 | SV Rödinghausen             | 1. FC Saarbrücken       | (Sem Campeão)        |
| 2020-21 | (Sem Campeão)          | Viktoria Berlin     | Borussia Dortmund II        | Sport-Club Freiburg II  | FC Schweinfurt2      |
| 2021-22 | VfB Oldenburg          | BFC Dynamo          | Rot-Weiss Essen             | Elversberg              | SpVgg Bayreuth       |
| 2022-23 | VfB Lübeck             | Energie Cottbus     | Preußen Münster             | SSV Ulm 1846            | Unterhaching         |
| 2023-24 | Hannover 96 II         | Energie Cottbus     | Alemannia Aachen            | VfB Stuttgart II        | Würzburger Kickers   |
| 2024-25 | TSV Havelse            | Lokomotive Leipzig  | MSV Duisburg                | TSG Hoffenheim II       | FC Schweinfurt       |